# Impact Wrestling Over Drive
Over Drive fue un evento de lucha libre profesional producido por Impact Wrestling. Se llevó a cabo el 18 de noviembre de 2022 en Old Forester's Paristown Hall en Louisville, Kentucky, y se transmitió en Impact Plus y YouTube. El evento también contó con luchadores de las promociones asociadas Lucha Libre AAA Worldwide (AAA) y New Japan Pro-Wrestling (NJPW).

## Producción
El 18 de julio de 2022, Impact Wrestling anunció que Over Drive se llevaría a cabo el 18 de noviembre de 2022 en el Old Forester's Paristown Hall en Louisville, Kentucky.

## Argumentos
En el episodio del 13 de octubre de Impact!, después de que Josh Alexander defendiera con éxito el Campeonato Mundial de Impact contra Bobby Fish, el Campeón de la División X Frankie Kazarian invocó la Opción C, dejando vacante el Campeonato de la División X la semana siguiente para una lucha por el título mundial en Over Drive.
Como resultado de que Frankie Kazarian invocara la Opción C, se organizó un torneo de ocho hombres para coronar a un nuevo Campeón de la División X, y las finales se llevarían a cabo en Over Drive. Black Taurus, Trey Miguel, PJ Black, y Mike Bailey avanzaron a las semifinales al derrotar a Laredo Kid, Alan Angels, Yuya Uemura y Kenny King, respectivamente. Miguel avanzó a la final al derrotar a Bailey por descalificación luego de que King arrojara al primero a los escalones del ring, y Taurus avanzó a la final al derrotar a Black.
En el episodio del 20 de octubre de Impact!, Heath & Rhino ganaron el Campeonato Mundial en Parejas de Impact al derrotar a The Kingdom (Matt Taven & Mike Bennett). La semana siguiente, The Motor City Machine Guns (Alex Shelley & Chris Sabin), quienes perdieron ante The Kingdom en Bound for Glory, buscaron ganar otra lucha por el título ante los nuevos campeones. Sin embargo, The Major Players (Brian Myers & Matt Cardona) también querían una oportunidad, por lo que Shelley y Cardona se enfrentaron en un combate individual más tarde esa noche. Allí, Cardona obtuvo la victoria después de que Myers golpeara a Shelley con el cinturón del Campeonato de los Medios Digitales de Impact. Esta victoria le valió a The Major Players un combate por el título en parejas contra Heath y Rhino en Over Drive.
En Bound for Glory, The Death Dollz (Jessicka & Taya Valkyrie) derrotaron a las Campeonas Mundiales en Parejas de Knockouts VXT (Chelsea Green & Deonna Purrazzo) para ganar los títulos. En el episodio del 3 de noviembre de Impact! Jessicka respondió a un desafío abierto para enfrentar a Savannah Evans, que fue ofrecido por la aliada de Evan, Tasha Steelz, pero no tuvo éxito. Tras la derrota de Jessicka, se confirmó que Evans y Steelz desafiarían a The Death Dollz por su título.
En Bound for Glory, Bully Ray regresó a Impact en el Call Your Shot Gauntlet, eliminando por última vez aSteve Maclin para ganar una lucha por el campeonato de su elección en cualquier momento. Más tarde en la noche, después de que Josh Alexander retuviera el Campeonato Mundial de Impact contra Eddie Edwards, Honor No More atacó a Alexander por detrás, pareciendo dejar que Ray invocara su lucha por el título en ese mismo momento. Sin embargo, Ray ayudó a Alexander a defenderse de Honor No More para cerrar el espectáculo. En el siguiente episodio de Impact! Ray le explicó a Alexander que, debido a su accidentado pasado en Impact como alguien que haría cualquier cosa para conseguir lo que quiere, quiere aprovechar su oportunidad de la manera correcta para preservar su legado. Sin embargo, muchos cuestionaron los verdaderos motivos de Ray, incluido Moose, quien lo llamó simplemente «escoria». En el episodio del 20 de octubre de Impact! Ace Austin fue atacado en el estacionamiento antes de una lucha en equipos con Chris Bey contra Ray y Tommy Dreamer, lo que generó más sospechas sobre Ray. La semana siguiente, Ray intentó explicar que él no era el culpable y culpó arbitrariamente a Moose por el ataque. Más tarde, Moose salió durante una lucha entre Dreamer y Bey, con Ray en la esquina de Dreamer. Allí, Moose barrió las piernas de Bey y se alejó, haciendo parecer que Ray había cometido el acto en su lugar. El 4 de noviembre, Impact anunció que Ray y Moose se enfrentarían en Over Drive. En el episodio del 10 de noviembre de Impact!, después de que Ray derrotara a Zicky Dice, Moose le daría un golpe bajo a Ray antes de enviarlo a través de una mesa. Como tal, su combate más tarde se convertiría en un Tables match.
En Bound for Glory, Taylor Wilde hizo su regreso a Impact en el Call Your Shot Gauntlet, donde fue eliminada en el puesto 12 por Matt Cardona. En el episodio del 20 de octubre de Impact!, después de que Wilde derrotara a Mia Yim, Wilde fue recibida nuevamente por Mickie James, quien estaba en su carrera final antes de retirarse (apodado «El último rodeo»). Antes de que James pudiera desafiar a Wilde a un combate, ambas fueron atacadas por VXT (Chelsea Green y Deonna Purrazzo) y Gisele Shaw hasta que la Campeona Mundial de Knockouts Jordynne Grace hizo el salvamento. Esto condujo a una lucha en equipos de seis mujeres entre todas las involucradas en el siguiente episodio de Impact!, donde Grace, James y Wilde resultaron victoriosas. En el episodio del 10 de noviembre de Impact!, después de que James derrotara a Green, Impact confirmó que James se enfrentaría a Wilde en Over Drive.
En Bound for Glory, Jordynne Grace defendió con éxito el Campeonato Mundial de Knockouts de Impact contra Masha Slamovich, rompiendo la racha invicta de esta última. Varias semanas después, en el episodio del 10 de noviembre de Impact! Grace defendió el título contra Gisele Shaw. Después del combate, Slamovich regresó y atacó a Grace en la rampa de entrada con sillas de acero. El 14 de noviembre, Impact anunció que Grace defendería una vez más el título contra Slamovich en un Last Knockout Standing match.

## Resultados
- Joe Hendry derrotó a Shera (con Raj Singh) y retuvo Campeonato de los  Medios Digitales de Impact (4:16).[24][25][26]
  - El combate fue grabado para una exclusiva digital de Impact que se emitió el 22 de noviembre.
- Rich Swann derrotó a Bhupinder Gujjar, Jason Hotch, Kenny King, Mike Bailey y Yuya Uemura (8:06).[27]
- The Motor City Machine Guns (Alex Shelley & Chris Sabin) derrotaron a Bullet Club (Ace Austin & Chris Bey) y ganaron una oportunidad por el Campeonato Mundial en Parejas de Impact (13:24).[26][27]
- Bully Ray derrotó Moose en un Tables Match (10:01).[21][28]
- The Death Dollz (Jessicka & Taya Valkyrie) (con Rosemary) derrotaron a Savannah Evans y Tasha Steelz y retuvieron el Campeonato Mundial en Parejas de Knockouts de Impact (7:34).[19][28]
- Mickie James derrotó a Taylor Wilde (12:29).[22][28]
  - Si James perdía, hubiera sido obligada a retirarse de la lucha libre profesional.
- Heath & Rhino derrotaron a The Major Players (Brian Myers & Matt Cardona) y retuvieron el Campeonato Mundial en Parejas de Impact (11:27).[16][28]
- Trey Miguel derrotó a Black Taurus y ganó el vacante Campeonato de la División X de Impact (15:51).[5][28]
- Jordynne Grace derrotó a Masha Slamovich en un Last Knockout Standing Match y retuvo el Campeonato Mundial de Knockouts de Impact (21:23).[23][28]
- Josh Alexander derrotó a Frankie Kazarian y retuvo el Campeonato Mundial de Impact (32:51).[5][28]
  - Este fue el canjeo de la Opción C de Kazarian.